# Axel Weipert
Axel Weipert (* 1980) ist ein deutscher Historiker mit Arbeitsschwerpunkten zur deutschen und Berliner Arbeiterbewegung, zum Ersten Weltkrieg und der Demokratisierung in historischer Rückschau.

## Leben
Nach dem Studium der Neueren Geschichte und Philosophie von 2002 bis 2009 an der Humboldt-Universität zu Berlin schloss Weipert dort mit dem Magister ab. Weipert promovierte im Anschluss an der Freien Universität Berlin bei Wolfgang Wippermann 2014 mit einer Arbeit über die zweite Phase der Novemberrevolution in Berlin und die Entstehung der deutschen Betriebsverfassung. Weipert war u. a. als Lektor und Übersetzer tätig. Seit 2021 arbeitet er beim Ministerium für Bildung, Jugend und Sport in Brandenburg als Referent. Er ist seit 2012 Redakteur der historischen Fachzeitschrift Arbeit-Bewegung-Geschichte. Seit 2019 gehört Weipert zum Wissenschaftlichen Beirat der „Mitteilungen. Förderkreis Archive und Bibliotheken zur Geschichte der Arbeiterbewegung“. Daneben ist er Mitglied von Hiko21, dem Nachwuchsnetzwerk der Historischen Kommission zu Berlin.

## Publikationen (Auswahl)
als Autor
- Die Zweite Revolution: Rätebewegung in Berlin 1919/1920.'' Be.bra-Wiss.-Verlag, Berlin 2015, ISBN 978-3-95410-062-0.
- Das Rote Berlin: Eine Geschichte der Berliner Arbeiterbewegung 1830–1934., BWV Berliner Wissenschafts-Verlag, Berlin 2013 (zweite Auflage 2019), ISBN 978-3-8305-2886-9.
- „Den Fürsten keinen Pfennig!“: der Volksentscheid zur Fürstenenteignung 1926. Be.bra-Wiss.-Verlag, Berlin 2021, ISBN 	978-3-95410-292-1.
- The Second Revolution: The Council Movement in Berlin 1919–20. Brill Verlag, Leiden/Boston 2023, ISBN 978-90-04-33708-4

als Herausgeber und Autor
- Demokratisierung von Wirtschaft und Staat. Studien zum Verhältnis von Ökonomie, Staat und Demokratie vom 19. Jahrhundert bis heute. NoRa, Berlin 2014, ISBN 978-3-86557-331-5.
- mit Salvador Oberhaus, Detlef Nakath, Bernd Hüttner (Hrsg.): „Maschine zur Brutalisierung der Welt.“ Der Erste Weltkrieg – Deutungen und Haltungen. 1914 bis heute. Verlag Westfälisches Dampfboot, Münster 2017, ISBN 978-3-89691-108-7. (hier online)
- mit Stefan Bollinger, Dietmar Lange, Robert Schmieder (Hrsg.): Eine zweite Revolution? Das Frühjahr 1919 in Deutschland und Europa. Die Buchmacherei, Berlin 2020, ISBN 978-3-9820783-9-7.
- mit Bernd Hüttner (Hrsg.): Emanzipation und Enttäuschung. Perspektiven auf die Novemberrevolution. Berlin 2018, ISSN 2199-7713.

- mit Dietmar Lange, Friederike Voermanek et al. (Hrsg.): Historische Interventionen. Festschrift für Wolfgang Wippermann zum 70. Geburtstag. trafo Wissenschaftsverlag, Berlin 2015, ISBN 978-3-86464-070-4.